# Arvo Mägi
Arvo Mägi (* 13. Juni 1913 im Dorf Koosa, heute Landgemeinde Luunja, Kreis Tartu, Estland; † 27. November 2004 in Stockholm, Schweden) war ein estnischer Exil-Schriftsteller und Literaturhistoriker.

## Leben und Werk
Arvo Mägi studierte nach seinem Abitur 1931 Literaturgeschichte und Kunstgeschichte an der Universität Tartu. 1938 wurde legte er an der Philosophischen Fakultät seine Magisterprüfung mit einer Arbeit über Friedebert Tuglas ab. Anschließend arbeitete er als Journalist in Estland und in Finnland.
Vor der sowjetischen Besetzung Estlands floh er 1944 über Finnland nach Schweden. Dort schlug er sich zunächst als Bauzeichner und Fotolaborant durch. Ab 1953 war er freiberuflicher Schriftsteller. Er wurde Mitglied des Schwedischen Schriftstellerverbands (Sveriges Författarförbund), des Estnischen Auslandsverbands der Schriftsteller (Välismaine Eesti Kirjanike Liit) und des P.E.N.
Mägi verfasste zahlreiche Romane, Gedichte und Dramen. Er veröffentlichte auch Abhandlungen zur estnischen Literaturgeschichte und zur Literaturkritik. Er war einer der aktivsten Träger der estnischen Exilliteratur in der Zeit des Kalten Krieges. Gelegentlich schrieb er unter dem Pseudonym Juhan Timmukuru. Zeitweise arbeitete Mägi mit dem estnischen Schriftsteller Kalju Lepik zusammen. Beide veröffentlichten unter dem Gemeinschaftsnamen Rein Kaljumägi.
Viele Novellen und Romane Arvo Mägis erzählen das Leben vor dem Hintergrund historischer Ereignisse. Besonders die Karvikute kroonika (1970–1973), die in vier Teilen die Entwicklung der Esten über einen Zeitraum von sieben Jahrhunderten und dreißig Generationen beschreibt, wurde ein großer Erfolg.

## Werke (Auswahl)
- Hőbedane noorus (1949)
- Ringid vees (1952)
- Esimesed read (1953)
- Peep Koordipoja pőlistalu (1953)
- Uputus (1954)
- Ei lasta elada (1956)
- Kiusaja (1958)
- Paradiisi väravad (1960)
- Karneval (1962)
- Regivärsid (1963)
- Tants hämarusse (1964)
- Neli emandat (1966)
- Tuuleveski (1967)
- Taalrimäng (1968)
- Risti riik. Karvikute kroonikat 1 (1970)
- Uued isandad. Karvikute kroonikat 2 (1971)
- Őigus hőlma all. Karvikute kroonikat 3 (1972)
- Lippude vahetus. Karvikute kroonikat 4 (1973)
- Epiloog (1977)
- Kolm koda (1980)
- Liivimaa jutud (1983)
- Euroopa rahvaste ajaraamat (1984)
- Hingede helin (1985)
- Aeg kirju ei kuluta (1986)
- Nigulapäev (1988)
- Suvitusromaan (1991)
- Teine tera (1998)
- Mis meelde on jäänud (2001)
- Katk ja koolera (2003)